# 테일러 페이지
테일러 페이지(Taylour Paige, 1990년 10월 5일 ~ )는 미국의 배우, 댄서이다.

## 출연 작품
- 하이 스쿨 뮤지컬: 졸업반
- 그레이 아나토미
- 졸라
- 마 레이니, 그녀가 블루스
- 부기
- 매거진 드림스
- 톡식 어벤저
- 비버리 힐스 캅: 액셀 F